# Стеларк
Стеларк (Стелиос Аркадиу (Stelios Arcadiou), официально сменил имя в 1972 году) — киприото-австралийский автор перформансов. Он снял три фильма о том, что происходит внутри его тела. Использовал медицинские инструменты, протезы, робототехнические устройства, системы виртуальной реальности, интернет- и биотехнологии для изучения альтернативных интерфейсов с телом.

## Перформансы

### Подвешивания
В 1976—1988 годах он сделал 25 перфомансов с подвешиванием собственного тела на крюках.

### Третья рука
В 1980 у него появилась механическая рука, прикреплённая к правой руке и управляемая сигналами мышц ног и живота.

### Экзоскелет
600-килограммовая машина, которая может перемещаться наподобие паука. Внутри находится человек, управляющий ей.

### Ухо на руке
В руку было хирургическим путём вживлено искусственное ухо.

## Публикации
В 2005 году издательством MIT Press была выпущена книга Stelarc: The Monograph, которая является первым подробным исследованием работ Стеларка. В неё входят изображения перформансов и интервью с несколькими авторами, включая Уильяма Гибсона, которые рассказывают о своих встречах со Стеларком.
- William Gibson, Julie Clarke, Timothy Druckrey, Jane Goodall, Amelia Jones, Arthur Kroker, Marilouis. Stelarc: The Monograph (Electronic Culture: History, Theory, and Practice). — 2005. — 224 с. — ISBN 0262195186.